# سايلنت هيل 4: ذا رووم
سايلنت هيل 4 : ذا رووم (أي:" التل الصامت: الغرفة ") هي لعبة فيديو من نوع رعب البقاء من إنتاج وتطوير شركة كونامي اليابانية على أجهزة بلايستيشن 2، إكس بوكس وعلى جهاز الحاسوب (Windows) 

اللعبة هي الجزء الرابع من سلسلة العاب Silent Hill

## المؤثرات البصرية والجرافيكس
اللعبة رائعة بمعنى الكلمة، فأصوات الوحوش وان كانت شبيهة بالبقر والزومبي كما في ريزدنت إيفل ولكن شركة كونامي استطاعت أن تشعرك بالخوف، والاثارة والسيطرة على أعصابك، ففي الجزء الأخير من اللعبة سيضطر للسير مع فتاة ويتوجب عليك حمايتها فبالإضافة لكونها فتاة ضعيفة، فهي ستكون بصحة خطرة بالإضافة لوجود شخص سيطلق عليك النار دائما وفي كل مكان تذهب اليه (في الجزء الأخير من اللعبة) مما سيضفي المزيد من التشويق والاثارة.
با نسبة للموسيقى فهي رائعة وعالية الجودة، موسيقى مرعبة ومخيفة جدا أثناء اللعب، وحتى في المشاهد تخبرك بطريقة فريدة وممتازة بما قد يحدث، مما يجعلك تشعر بالخوف والقلق. لعبة ممتازة من ناحية الموسيقى. وايضا لديها دور ثاني. انها تشعرك با الخطر قبل الحدوث فيه أي قبل الوصول اليه وهدا دور مهم في العاب الرعب كلها.

## التحكم
التحكم رائع جدا. في اللعبة حيث أن بطل اللعبة يمشي مشيا بطيئة قليلا، الشيء الذي يعطي واقعية أثناء اللعب، عكس بعض الألعاب الذي يكون البطل يملك سرعة مبالغ فيها مما يفقد اللعبة الكثير.. أما الشخصية التي ستلعب بها في اللعبة Silent Hill 4 : The RooM , يركض ببطئ وحركات واقعية جدا، لتشعر بأنك تركض بنفسك فعلا، وحتى طريقة ضرب تلك الكلاب والمسوخ والوحوش حيث حمل الاشياء سهل جدا.. تكون واقعية للعبة من ناحية التحكم ممتازة.

## القصة
هنري تاونسيد شاب سعيد مستقر مند سنتين في الشقة 302 ببناية متواجدة في مدينة اشفيلد جنوب سايلنت هيل، لكن سعادته هذه ستتحول إلى تعاسة، فالكوابيس بدأت تجتاح حياته كما بدأت تحدث اشياء غريبة من حوله لايستطيع ان يجد لها تفسير منطقي: تغلق النوافذ، يتعطل الهاتف والتلفاز.. ومما يزيد الأمر غرابة أنه عندما يستيقظ من نومه يجد باب الشقة قد أقفل بسلاسل وأقفال وباحكام شديد وكتب على الباب ('لاتخرج والتر!).الغريب في الأمر أنه يستطيع رؤية الناس في الشارع من خلال النافذة دون أن يستطيعوا هم بالمقابل رؤيته.
 كل هذا وغيره حدث له بعد خمسه أيام من كوابيس مرعبة تغزوه في منامه....وبعد محاولته لفتح الباب المقفل بالسلاسل يسمع صوتا مريبا مصدره الحمام، ليجد حفرة غريبة تصدر منها أصوات غريبة.
 مدفوعا برغبته الافلات من الحصار المفروض عليه يضطر هنري إلى الزحف داخل الحفرة التي ليست في الحقيقة إلا بابا يقوده نحو جحيم سايلنت هيل .

## الشخصيات

### Henry Townshend
الشخصية الرئسية التي تدور اللعبة حولها وهو بطل القصة. شخص عادي لم يكن يقصد الا ان يعيش حياة هانئة وطبيعية في شقة رقم 302 من تلك العمارة ولكنه وقع في المشاكل فبعد ان استيقط وجد نفسه في غرفة مقفولة باحكام بسلاسل قوية. لن يستطيع فتحها مهما فعل
وهنا يبدأ البحث عن مخرج..... . ولكنه لا يعلم ماينتطره ولا يعلم ان 20 ضحية قد سبقته كل ضحية ومصيرها.

### Eileen Galvin
هي الضحية الـ 20 وهي جارة Henry Townshend وتقوم بمرافقته أثناء اللعبة لكي تستطيع الهرب معه بعدما حبست معه وتعرضت للهجوم على أساس أنها الضحية الـ 20 . وهنري هو ضحية 21 ....تلقب بالضحية الأم..حالتها الصحية خطرة جدا وضعيفة ويجب عليك حمايتها طوال وجودها معك في اللعبة، تستطيع أن تشاركك القتال ولديها أسلحة خاصة بها تختلف عن أسلحة هنري....عندما تصبح حالتها الصحية سيئة جدا وقمت بإهمالها وجعلتها تضرر...فإن جسدها سيمتلئ بالدماء ويصبح لونه تقريبا أسود وتصبح أكثر عرضة للمس (السيطرة الروحية) من قبل والتر!!

### Frank Sunderland
هو صاحب المبنى وهو من يقود الزوار إلى غرفهم. ويعرف بعض الأشياء عن والتر.... وهنري يستطيع ان يأخذ منه بعض
المعلومات كي تنفعه مثل قصة والتر... والحبل السري لوالتر.... والكثير الكثير وايضا يعلم عن بعض تحركات والتر وقصة والديه...
ولكنه لم يكن يريد ان يتفوه ولو بكلمة عن ذلك الموضوع....

### Walter Sullivan

هو شخصية الشر الرئيسية في اللعبة يظهر في عدة مواضع في اللعبة لقتلك... فهو يحاول قتل Eileen Galvin وHenry Townshend لإكمال طقوس الـ 21 ضحية استطاع أن يقتل 10 ضحايا قبل أن يكتشف أنه انتحر بواسطة ملعقة الشاي ولكن بعد عدة سنين ربما تكون 7 سنوات أتى بهيئة روح لـيفتح قضيته مرة أخرى وقرر نبش قبر والتر سولفان (قبره)اعتقاداً منه بأنه يستطيع إيجاد إي شيء ولكنه تفاجئ بأن الجثة غير موجودة، في أثناء اللعبة يستطيع Henry Townshend دخول فجوة في شقته تؤدي إلى المستودع يحطمها بواسطة معول الأمل ليكتشف جثة والتر الحقيقية ويبدو أنه كان يقوم بأداء طقوس معينة.وهي طقس ال21 ضحية...لإيجاد أمه كما يزعم...

### Cynthia Velasquez
انها ضحية الـ 16 وهي غريبة الاطوار يقابلها Henry Townshend في بداية اللعبة، بعد مدة تموت بطريقة بشعة جداً في محطة قطار الأنفاق ويظهر شبحها عند العودة إلى عالم الأنفاق وهو شبح مزعج جدا. وهي بقوة لا تصدق. لكن بالإمكان قتلها بكل سهولة.....بعد موتها ستحصل على لوح كتب عليه..(الإغراء)...فذلك يمثل إحدى صفاتها...

### Richard Braintree
الضحية الـ 19 وهوشخص مزاجي وحاد الطباع وسريع الغضب يعيش في بناية الشقق في غرفة رقم 207 مقابل شقة هنري من جهة النوافذ، يقابله Henry Townshend في عالم المباني...يحمل ريتشارد سلاحا ناريا جيدا سوف تحصل عليه لاحقا.... بعد فترة وكأحد الضحايا سيقوم والتر سولفان بقتله صعقا بواسطة الكرسي الكهربائي..... ويظهر شبحه في نفس المنطقة عند عودتك إليها مرة أخرى ويبدو سريعا وكثير الاختفاء....

### walter sullivan the child

هو شخصية غامضة بالقصة تظهر في مواضع مختلفة من اللعبة... وبعد ذلك يتضح أن هذا الطفل هو نفسه والتر البالغ الذي يقوم بطقوس الـ 21 ضحية ومنذ طفولته كان يعيش في منزل الأمنية واكتشف أن شقة Henry Townshend هي أمه لذلكــ أصبح يذهب إليها من ذلك الطريق الطويل أي من مدينة سايلنت هيل بواسطة قطار الأنفاق السفلي أو بالحافلة فهو يقطع تلك المسافة الطويلة لمن في مثل عمره (5 أو 6 سنوات) فقط ليزور تلك الشقة التي يظن بأنها أمه وهو شخصية تظهر لكي تمنع والتر البالغ من القيام بهذه الجرائم........هو ليس شرير لكنه قد يؤذيك لانه خائف......ستجد هذا الطفل يحوم كثيرا حول شقة 302 وهي شقة هنري وجميع سكان المبنى بما فيهم المدير فرانك وريتشارد قد لاحظوا ذلك....

## فريق التطوير
- المدير، كاتب السيناريو:سوغورو مواراكوسي
- المدير الفني: ماساشي تسوبوياما
- مدير البرمجة:كوسوكي اواكورا
- المنتج، موسيقى وصوت: أكيرا ياموكا
- مساعد المنتج: أكيهيرو امامورا

## وصلات خارجية
- سايلنت هيل 4: ذا رووم على موقع IMDb (الإنجليزية)

الموقع الرسمي لللعبة